# Ilona Bruzsenyák
Ilona Bruzsenyák (ur. 14 września 1950 w Pócsmegyer) – węgierska lekkoatletka, mistrzyni Europy z 1974, dwukrotna olimpijka.
Była wszechstronną lekkoatletką, ale największe sukcesy odnosiła w skoku w dal i w pięcioboju.  
Zajęła 5. miejsce w sztafecie 4 × 100 metrów na mistrzostwach Europy w 1971 w Helsinkach. Na igrzyskach olimpijskich w 1972 w Monachium zajęła 8. miejsce w pięcioboju oraz 10. miejsce w skoku w dal. Zajęła 5. miejsce w biegu na 60 metrów przez płotki na halowych mistrzostwach Europy w 1973 w Rotterdamie, a w biegu na 60 metrów odpadła w eliminacjach. Na halowych mistrzostwach Europy w 1974 w Göteborgu zajęła 6.miejsce w biegu na 60 metrów przez płotki. 
Zwyciężyła w skoku w dal na mistrzostwach Europy w 1974 w Rzymie, wyprzedzając Evę Šuranovą z Czechosłowacji i Pirkko Helenius z Finlandii. Na tych samych mistrzostwach zajęła 6. miejsce pięcioboju. Na igrzyskach olimpijskich w 1976 w Montrealu zajęła 16. miejsce w pięcioboju oraz odpadła w kwalifikacjach skoku w dal.
Bruzsenyák była mistrzynią Węgier w biegu na 100 metrów przez płotki w latach 1972–1974 i 1976, w skoku w dal w 1974, w pięcioboju w latach 1971–1975, w sztafecie 4 × 100 metrów w 1973 i 1980 oraz w sztafecie 4 × 400 metrów w 1974. W hali była mistrzynią Węgier w biegu na 60 metrów w 1974, w biegu na 60 metrów przez płotki w latach 1974–1977 i w skoku w dal w 1975.
Była wielokrotną rekordzistką Węgier w biegu na 100 metrów przez płotki (do wyniku 13,1 s uzyskanego 16 czerwca 1974 w Budapeszcie)  skoku w dal (do rezultatu 6,65 m osiągniętego 3 września 1974 w Rzymie) i pięcioboju (do wyniku 4617 punktów uzyskanego 11 sierpnia 1973 w Innsbrucku).
Wyszła za mąż za węgierskiego sprintera Lajosa Gresę.